# Ludger Stühlmeyer
Ludger Stühlmeyer (Melle, 3 oktober 1961) is een Duitse organist, dirigent, componist, muziekpedagoog en muziekwetenschapper. Hij is dekanaatscantor van Hochfranken in Beieren.

## Leven
Stühlmeyer is geboren in een cantorsfamilie. Na het gymnasium in Melle studeerde hij kerkmuziek, orgel en barokmuziek in Bremen alsook muziekwetenschappen, theologie en filosofie in Münster. Verder is hij in het bezit van een doctoraat in de filosofie. Zijn leraren waren Wolfgang Helbich, domcantor aan de Dom van Bremen (koor), Winfried Schlepphorst, domorganist uit Osnabrück, Harald Vogel (orgel), Wolfgang Büssenschütt, Elke Holzmann (zang), Fernando Inciarte, Berthold Wald (filosofie), Arnold Angenendt, Klemens Richter (theologie), Günther Kretzschmar, Karlheinz Stockhausen en Helge Jung (compositie).
Samen met zijn vrouw, de theologe en muziekwetenschapper Barbara Stühlmeyer, heeft hij een dochter. Zijn broer Thomas is pastoraaltheoloog en pastor in de Sint-Johanneskerk in Osnabrück. Ludger Stühlmeyer is sinds 1994 stad- en dekanaatscantor in Hof. Daarvoor was hij cantor in Münsterland en in 2013 werd hij muzikaal directeur van het ACV (Allgemeiner Cäcilien-Verband für Deutschland).

## Werken (selectie)

### Publicaties
- Curia sonans. Die Musikgeschichte der Stadt Hof. Eine Studie zur Kultur Oberfrankens. Von der Gründung des Bistums Bamberg bis zur Gegenwart. Bayerische Verlagsanstalt, Heinrichs-Verlag Bamberg 2010, ISBN 978-3-89889-155-4.
- Musikgeschichte. In: Kleine Geschichte der Hofer Region. Hof 2010, ISBN 978-3-928626-61-3, pag. 333–342.
- Das Leben singen. Christliche Lieder und ihr Ursprung, samen met Barbara Stühlmeyer. Verlag DeBehr Radeberg 2011, ISBN 978-3-939241-24-9.
- Orgelbau in Hof. In: Musica sacra, no. 2/2013'. Bärenreiter-Verlag Kassel 2013, ISSN 0179-356-X, pag. 104v.
- Bernhard Lichtenberg. Ich werde meinem Gewissen folgen, samen met Barbara Stühlmeyer. Topos plus Verlagsgemeinschaft Kevelaer 2013, ISBN 978-3-836708-35-7.
- Konfessionalität und Ökumenizität – Kirchenmusik gestern und heute. In: Abbruch – Umbruch – Aufbruch. Reformation und Ökumene in Mittel- und Oberfranken. Eine Arbeitshilfe zum Lutherjahr. Bamberg oktober 2016, ISBN 978-3-931432-39-3, pag. 88–91.
- Johann Valentin Rathgeber. Leben und Werk, samen met Barbara Stühlmeyer. Verlag Sankt Michaelsbund, München 2016, ISBN 978-3-943135-78-7.

### Composities

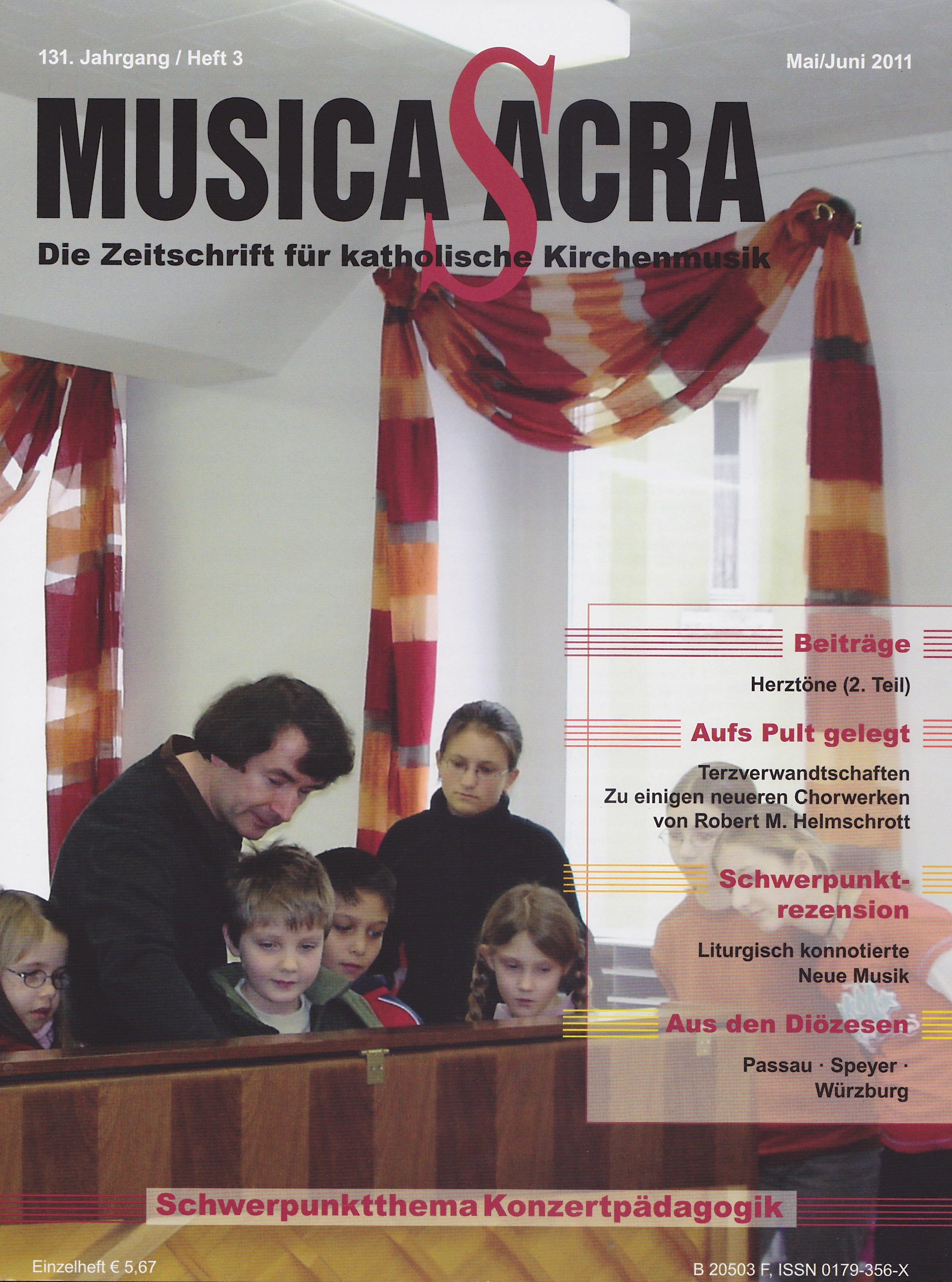
Ludger Stühlmeyer 2011

- Atme in mir. Tekst: Augustinus van Hippo. Voor zang en orgel. Première: 27 april 2002 Sankt Gallen.[3]
- Ave Maria. Voor zang en orgel. Première: 22 mei 2016, Michéle Rödel. Sonat-Verlag Kleinmachnow 2016, ISMN 979-0-50254-085-2.
- Conditor alme siderum. Tekst: Hrabanus Maurus. Voor driestemmig koor (sopraan, alt, mannenstemmen) In: Passauer Chorbuch, Bärenreiter-Verlag, Kassel 2012, ISBN 979-0-006-54215-4, pag. 2v.
- Choralfantasie Es ist ein Ros entsprungen. Voor zang en orgel. Première: 24 december 2018. Aki Yamamura gewidmet.
- Das reine, weiße, klare Licht. Tekst: Marijke Koijck-de Bruijne. Voor zang, fluit en piano/orgel, Première: 19 april 2006. Papst Benedikt XVI. gewidmet.[4]
- Das ist der Tag, den Gott gemacht. Voor vierstemmig koor (sopraan, alt, tenor, bas). In: Heinrichsblatt no. 15, Bamberg 4/2012 en Sonat-Verlag Kleinmachnow 2015, ISMN 979-0-50254-006-7.[5]
- Drei Könge führte Gottes Hand. Tekst: Friedrich Spee. Voor zang en orgel. Première: 6 januari 2019.
- Gerechter unter den Völkern. Vesper zu Ehren des seligen Bernhard Lichtenberg. Mit einer Biografie und Zitaten. Geleitwort von Nuntius Eterovic. Verlag Sankt Michaelsbund, München 2017, ISBN 978-3-943135-90-9.[6]
- Hymn. Tekst: Edgar Allan Poe. Motet voor achstemmig koor. Matthias Grünert gewidmet. 2017.
- In dulci jubilo. Aus-Flüge für Querflöte solo. Première: 9 december 2015, Augustinerkirche Würzburg. Opdrachtgever: Anja Weinberger (Erlangen). Sonat-Verlag Kleinmachnov 2015, ISMN 979-0-50254-034-0.
- Johannes-Passion. Tekst: Joh. 18,1–19,42. Voor vierstemmig koor en zangsolo. Berliner Chormusik-Verlag, Berlijn 2014, ISMN 979-0-50235-210-3.
- Klangrede – Sonnengesang des Franziskus. Tekst: Franciscus van Assisi. Voor viool, vierstemmig koor en orgel. Première: Kamerkoor Capella Mariana 2015.[7] in het kader van de Tage Neuer Kirchenmusik in Bayern. Suae Sanctitati Papae Francisci dedicat.[8]
- Kreuzigen. Tekst: Dorothee Sölle. Voor zang en orgel. Première: 19 maart 2017, Zene Kruzikaite en Eva Gräbner.
- Quatre pièces pour Orgue, Prélude romantique, Caprice expressionique, Hymne impressionique, Fugue baroque. Première: oktober 2006. Edition Musica Rinata Berlin 2013, ISMN 979-0-50235-058-1.
- Seht den Stern (Sterrenzangerslied). Tekst: Peter Gerloff. Voor zang en orgel. Première: 6 januari 2017. In: Heinrichsblatt, no. 1, Bamberg 1 januari 2017.[9]
- Veni Creator Spiritus. Tekst: Hrabanus Maurus toegeschreven. Voor vierstemmig koor. In: Cantica nova. Zeitgenössische Chormusik für den Gottesdienst. Chorbuch des Allgemeinen Cäcilien-Verbands, Regensburg/Passau 2012, ISBN 978-3-00-039887-2, no. 59.
- Wer glaubt kann widerstehn. Bernhard-Lichtenberg-Kantate voor zang, vierstemmig koor en instrumenten. Premère: 31. oktober 1999, ZDF, Conzertkoor van het Hofer Symphoniker.
- Wir bauen unsre Kirche neu. Tekst: Rolf Krenzer. Voor zang, vierstemmig koor, fluit en piano/orgel. In: Musica sacra, no. 4/2012, Bärenreiter-Verlag Kassel 2012, pag. 13–15, ISSN 0179-356-X.
- With hearts renewed. Tekst: Jack May. Motet voor vierstemmig koor, viool en orgel. Februari 2017. Dedicated to the Westminster Cathedral Choir of London.
- Zum Engel der letzten Stunde. Tekst: Jean Paul (uit: Das Leben des Quintus Fixlein). Voor zang (alt-solo), viool en orgel. Opdrachtgever: stadt Hof. Première: september 2013.[10]